# Kodeks wyszehradzki
Kodeks wyszehradzki – ozdobny pergaminowy ewangeliarz z końca XI wieku. Obecnie przechowywany jest w Bibliotece Narodowej w Pradze. Wpisany pod numerem 299. na listę Narodowych zabytków kultury Republiki Czeskiej.
Manuskrypt składa się ze 108 kart zapisanych majuskułą, o wymiarach 415×340 mm, ozdobionych 28 całostronicowymi miniaturami oraz 105 inicjałami. Oprawa wykonana została z drewna obłożonego płótnem. Kodeks sporządzony został około 1085 roku, być może w Sazawie, prawdopodobnie z okazji koronacji Wratysława II lub na jej pierwszą rocznicę. Swoją nazwę zawdzięcza kościołowi na Wyszehradzie, gdzie był przechowywany do końca XVIII wieku.
Miniatury kodeksu wyszehradzkiego stanowią najważniejszy obok ewangeliarza gnieźnieńskiego zabytek wczesnośredniowiecznego malarstwa zachodniosłowiańskiego i są świadectwem wysokiego poziomu artystycznego ówczesnych czeskich iluminatorów.
W roku 2012 czeskie wydawnictwo Tempus Libri opublikowało facsimile kodeksu.